# Football Club Zbrojovka Brno 2012-2013
Questa voce raccoglie le informazioni riguardanti lo Zbrojovka Brno nelle competizioni ufficiali della stagione 2012-2013.

## Rosa
| N. |                      | Ruolo | Calciatore       |
| -- | -------------------- | ----- | ---------------- |
| —  | Rep. Ceca (bandiera) | P     | Vlastimil Veselý |
| —  | Rep. Ceca (bandiera) | P     | Jan Zádrapa      |
| —  | Rep. Ceca (bandiera) | D     | Pavel Drbal      |
| —  | Rep. Ceca (bandiera) | D     | Jiří Janoščin    |
| —  | Rep. Ceca (bandiera) | D     | Michael Kršák    |
| —  | Rep. Ceca (bandiera) | D     | Jan Malík        |
| —  | Rep. Ceca (bandiera) | D     | Lukáš Matyska    |
| —  | Rep. Ceca (bandiera) | D     | Karel Stehlík    |
| —  | Rep. Ceca (bandiera) | D     | Tadeáš Zezula    |
| —  | Rep. Ceca (bandiera) | C     | Dalibor Dvořák   |
| —  | Rep. Ceca (bandiera) | C     | David Farmačka   |
| —  | Rep. Ceca (bandiera) | C     | Denis Frimmel    |
| —  | Rep. Ceca (bandiera) | C     | David Konečný    |

| N. |                      | Ruolo | Calciatore       |
| -- | -------------------- | ----- | ---------------- |
| —  | Rep. Ceca (bandiera) | C     | David Krška      |
| —  | Rep. Ceca (bandiera) | C     | Michal Kugler    |
| —  | Rep. Ceca (bandiera) | C     | Bronislav Stáňa  |
| —  | Rep. Ceca (bandiera) | C     | Rostislav Varaďa |
| —  | Rep. Ceca (bandiera) | A     | Jakub Krejčíř    |
| —  | Rep. Ceca (bandiera) | A     | Tomáš Kunc       |
| —  | Rep. Ceca (bandiera) | A     | Pavel Lapeš      |
| —  | Rep. Ceca (bandiera) | A     | Martin Levai     |
| —  | Rep. Ceca (bandiera) | A     | Michal Škoda     |
| —  | Rep. Ceca (bandiera) | A     | Jindřich Stehlík |
| —  | Francia (bandiera)   | A     | Mohamed Traoré   |
| —  | Rep. Ceca (bandiera) | A     | Ondřej Ullmann   |